# جيمس تي أوبري
جيمس تي أوبري (بالإنجليزية: James Thomas Aubrey, Jr.)‏ هو منتج أفلام أمريكي، ولد في 14 ديسمبر 1918 في لاسال في الولايات المتحدة، وتوفي في 3 سبتمبر 1994 في لوس أنجلوس في الولايات المتحدة بسبب نوبة قلبية.

## وصلات خارجية
- جيمس تي أوبري على موقع IMDb (الإنجليزية)